# The Wizard of Evergreen Terrace
«The Wizard of Evergreen Terrace» (с англ. — «Волшебник Вечнозеленой аллеи») — второй эпизод десятого сезона мультсериала Симпсоны. Премьера состоялась 20 сентября 1998 года.

## Сюжет
Гомер слышит по радио о средней продолжительности жизни и понимает, что прожил уже половину жизни, но так ничего и не сделал стоящего. Он представляет, как в будущем его будут хоронить и называть бесполезным «мешком дерьма».
Гомером овладевает настоящая депрессия. Родные, пытаясь помочь ему, показывают кино, в котором описываются все достижения Гомера. Но плёнка плавится и от этого Гомер ещё сильнее начинает переживать о том, что он не успел сделать в своей жизни ничего стоящего. Но узнав о великом изобретателе Томасе Эдисоне, Гомер решил последовать его примеру и изобрести что-нибудь полезное. Он хочет стать похожим на Эдисона, ведь это поможет ему многого достичь в жизни.
Гомер увольняется с работы, запирается в подвале и начинает изобретать. Но все его изобретения — среди которых электромолоток, сигнализация, которая не выключается, макияжное ружьё и кресло-унитаз — просто ужасны. Позже Гомер изобретает стул с дополнительными ножками, которые не позволяют сидящему упасть, но такой стул, оказывается, уже изобрел Эдисон.
Тогда Гомер берёт с собой Барта и едет в музей Эдисона, где хочет уничтожить его стул и стать первым изобретателем этого дивного приспособления. Но в музее Гомер видит на стене такой же план, какой есть и у него дома: только если Гомер равнялся на Эдисона, то Эдисон равнялся на Леонардо да Винчи. Симпсон понимает, что они не соперники, и что у Эдисона были такие же комплексы.
Гомер и Барт возвращаются в Спрингфилд, не подозревая, что оставили электрический молоток Гомера в музее. Позже, когда семья смотрит новости по телевизору, Кент Брокман объявляет, что стул и электрический молоток были обнаружены в музее Эдисона и, как ожидается, принесут миллионы уже богатым наследникам Эдисона, что вызывает гнев Гомера. Но он все таки сдерживает свой гнев, благодаря тому что он сидит на кресло-унитазе(он не знает чем это обернется, если докажет что электрический молоток принадлежит Гомеру) по его словам.